# Panzerzug Piast
Der Panzerzug Piast (vorher Panzerzug Testart) war ein improvisierter polnischer Panzerzug während des dritten schlesischen Aufstandes von 1921.

## Geschichte
Als am 2. Mai 1921 der dritte schlesische Aufstand begann, setzten die Aufständischen eine größere Anzahl an Panzerzügen ein, darunter auch den Panzerzug Piast. Dieser war der letzte aufgestellte Panzerzug aus den Eisenbahnwerkstätten in Zawadzkie und wurde am 5. Juni 1921 in Dienst gestellt. Dabei erhielt er die Nummer 16 und wurde Teil der 8. Panzerzugdivision mit der Bezeichnung Pociąg pancerny 13 „Piast“ (kurz: P.P., deutsch: Panzerzug). Der vorher genutzte Name Testart wurde vom damaligen Major Gustaw Aleksy Testart-Obalski abgeleitet, welcher zu dieser zeit der Leiter der Panzerzuginspektion war und für die Entwicklung von Eisenbahnen und Panzerzügen auszeichnete.

## Technische Daten

### Lokomotiven

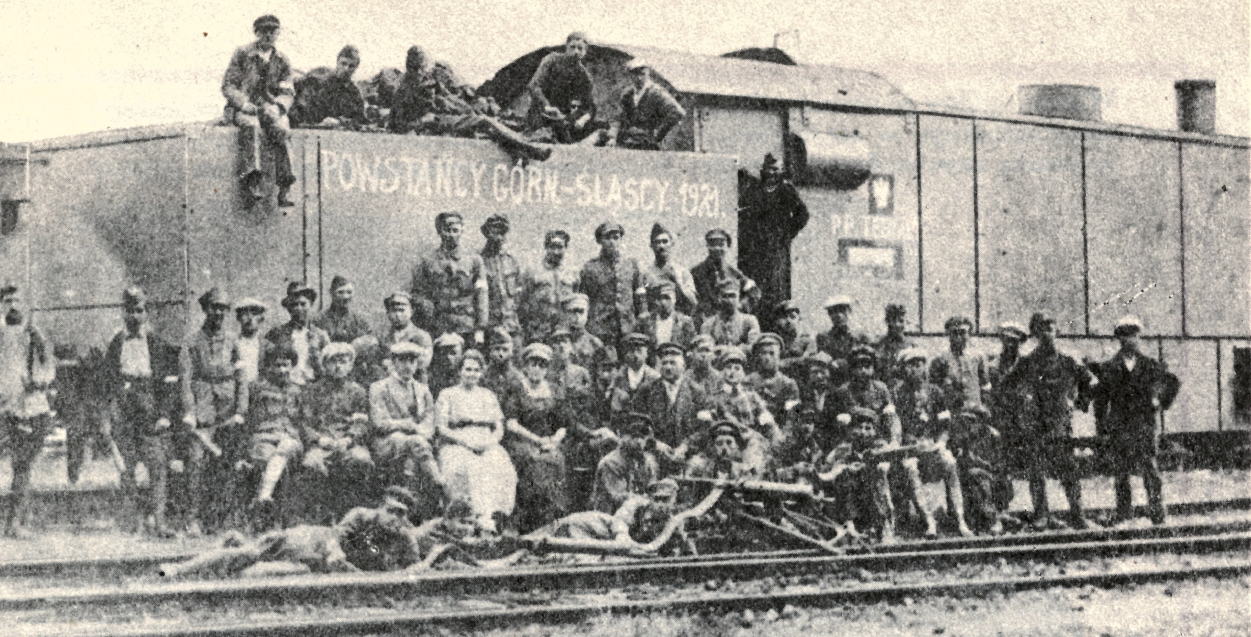
2. Panzerzuglokomotive des Panzerzuges mit Besatzung

Die genutzten Dampflokomotiven des Panzerzug Piast waren je eine vollgepanzerte Preußische G 8. Die genauen Seriennummern der nacheinander genutzten Dampflokomotiven konnten nicht ermittelt werden.

### Artilleriewagen
Der Panzerzug Piast verfügte über zwei Artilleriewagen. Diese waren ursprünglich zweiachsige Flachwagen aus Eisen. Die Panzerung bestand aus 10 mm dicken Eisenblechen, welche bis zu 1,25 m hoch waren. Als Bewaffnung verfügten beide Wagen über je eine deutsche 7,7-cm-Feldkanone 16.

### Maschinengewehrwagen
Weiterhin gab es im Panzerzug einen zweiachsigen Maschinengewehrwagen. Dieser war ursprünglich ein Kalkwagen aus Eisen. Er wurde mit vier bis sechs Maschinengewehren ausgerüstet und die Besatzung bestand aus 20 Mann.

### Sturmwagen
Weiterhin verfügte der Panzerzug Piast über einen Sturmwagen. Dieser waren für den Transport von Infanterie vorgesehen, welche ausbooten und den Feind angreifen oder den Zug verteidigen konnten. Dieser Sturmwagen war ursprünglich ein gedeckter Güterwagen aus Holz, welcher mit Blech, Beton und Holzbrettern im Inneren gepanzert wurde.

### Abstoßwagen
Am Anfang und Ende des Zuges befand sich je ein vierachsiger Flachwagen, welche als Abstoßwagen genutzt wurden. Diese sollte als erstes auf mögliche Minen oder beschädigte Gleise auffahren und somit den Panzerzug schützen. Zusätzlich wurde Material für den Gleisbau darauf transportiert.

## Einsatz
Da der Panzerzug Piast erst spät fertig gestellt wurde, nahm er an keinen Kampfhandlungen mehr teil. Dennoch wurde er am 2. Juli 1921 nach Lubliniec und am 5. Juli nach Tarnowskie Góry geschickt. In der Ortschaft Herby bei Częstochowa wurde der Panzerzug teilweise demobilisiert. Die restlichen Teile des Panzerzuges wurden zusammen mit Teilen des Panzerzug Tadek Ślązak nach Kielce beordert. Ende Juli 1921 traf dieser Teil des Zuges in Posen ein und wurde dort komplett außer Dienst gestellt.
Auf Befehl des Generalstabs vom 25. August 1921 wurde ein neuer Panzerzug mit dem gleichen Namen aufgestellt. Er wurde dem 1. Oberschlesischen Panzerzugregiment zugeteilt und diente als Ausbildungszug. Im August wurde der Panzerzug Piast dann endgültig außer Dienst gestellt.

## Zugpersonal
- Zugkommandant Leutnant Pinądze (5. Juni 1921 – unbekannt)
- Artilleriekommandant Oberleutnant Wodziṅski (unbekannt)

## Zugzusammensetzung
Die Zusammensetzung des Zuges wird von vorne nach hinten aufgeführt.